# Paraliparis eltanini
Paraliparis eltanini är en fiskart som beskrevs av Stein och Tompkins, 1989. Paraliparis eltanini ingår i släktet Paraliparis och familjen Liparidae. Inga underarter finns listade i Catalogue of Life.